# Anarcho-transhumanisme

Les couleurs de l'anarcho-transhumanisme sont généralement représentées par une alliance entre le bleu et le noir. Le noir symbolise l'anarchie, tandis que le bleu peut représenter le ciel, l'avenir, l'horizon lointain et l'infini.

L'anarcho-transhumanisme (parfois abrégé en AnH+, @H+ ou ah+) est un courant politique anticapitaliste souhaitant allier le transhumanisme à la pensée anarchiste et libertaire,,,. Cette doctrine postule que la liberté sociale est intrinsèquement liée à la liberté matérielle, et que la liberté réside en fin de compte dans l'extension de nos capacités et possibilités d'interaction avec le monde qui nous entoure. Selon William Gillis, un des principaux penseurs et militants de ce courant, nous devrions ainsi « viser à étendre nos libertés physiques autant que nous visons à étendre nos libertés sociales »,. Les anarcho-transhumanistes voient leur position comme le développement logique et l’approfondissement de l’engagement anarchiste envers la maximisation des libertés.
L’anarcho-transhumanisme, en tant que courant de pensée anarchiste, fait de la liberté la valeur prioritaire et la condition de toutes les autres valeurs ; dans le même temps, en tant que courant de pensée transhumaniste, il voit dans l’amélioration de l'être humain une des méthodes privilégiées pour atteindre cette liberté. Il revendique donc des droits à un meilleur accès aux outils du transhumanisme pour la société, et souhaite également les changements socio-économiques nécessaires afin de modifier les infrastructures économiques et techniques modernes d'une façon plus égalitaire. Ainsi, la technologie est perçue comme un enjeu politique, social et démocratique : elle doit faire l'objet d'une appropriation démocratique et être utilisée à des fins libératrices. Cette pensée, où les réflexions économiques, politiques, sociales et éthiques autour de la technologie et de la liberté morphologique sont importantes, s'est historiquement construite en opposition à l'anarcho-primitivisme,,,.

## Origines de ce courant anarchiste
Le terme “anarcho-transhumanisme” est relativement récent. Peu mentionné dans les années 1980, popularisé dans les années 2000 et surtout 2010. Selon les anarcho-transhumanistes, cette idée représente une tendance qui a toujours été présente dans les théories et cercles anarchistes depuis William Godwin (1756-1836), associant la pulsion d’améliorer et de parfaire nos relations sociales à la pulsion de nous améliorer et de parfaire les conditions matérielles.
L'anarcho-transhumanisme est parfois abrégé en "aH+". Cet acronyme signifie ceci : le « a » représente l'Anarchie, tandis que le « H+ » représente « l'Humain augmenté » (un concept du transhumanisme).

### Les couleurs de l'anarcho-transhumanisme
Selon l'anarcho-transhumaniste Blueshifted, le bleu qui est présent dans les couleurs du drapeau anarcho-transhumaniste a été choisi afin de représenter symboliquement le futur. Le bleu est la couleur du ciel et des océans, des horizons distants à explorer. Le pigment bleu est très rare à l’état naturel, et les roses et fleurs bleues représenteraient plus généralement l’artificiel, le futuriste, l’espoir et l’infini. Également, le bleu est plus généralement la couleur caractéristique utilisée dans la science-fiction. Le bleu connote également l’accélération et la vitesse, avec les couleurs « décalant vers le bleu » lorsqu'on les accélère en direction d’un objet,.
Le bleu a également été opté parce que c’était la seule couleur sur la roue chromatique des écoles anarchistes qui n’avait pas été choisie. L'un des buts étant d'établir et de définir ces idées et aspirations d’une manière qui ne suivait pas les oppositions "rouges vs verts" classiques des années 1990. Pour les anarcho-transhumanistes, il était nécessaire de se différencier des courants plus conventionnels du syndicalisme et du communisme (optant souvent pour la couleur rouge), sans essayer de nier ou de dominer des représentations existantes de ceux-ci.
Enfin, au sein de cet affrontement entre (anarcho-)primitivistes et anarcho-transhumanistes, les anarcho-transhumanistes considèrent qu'il est intéressant symboliquement que les primitivistes aient choisis la couleur de la terre (vert), tandis que l'anarcho-transhumanisme opte pour celle du ciel (bleu).

### Inspirations et divergences internes
Les anarchistes transhumanistes s'inspirent de penseurs et de courants variés au sein la philosophie anarchiste. Ainsi, les anarcho-transhumanistes n'ont pas toujours exactement le même point de vue sur certains sujets, par exemple sur l'économie et la manière de s'organiser politiquement.

Certains anarcho-transhumanistes se revendiquent et s'inspirent aussi de l'anarcho-communisme.

Comme le précise le militant Blueshifted, beaucoup d'anarchistes transhumanistes sont souvent intéressés et inspirés par exemple par des auteurs anarchistes assez classiques tels que Pierre Kropotkine et Murray Bookchin, d’autres sont plutôt influencés par la "Post-gauche" (en) et sont intensément critiques des organisations politiques traditionnelles et de la rigidité idéologique, d’autres viennent de traditions orientées vers les marchés comme le mutuellisme, alors que d'autres sont anti-marchés et proches du communisme libertaire. Mais la plupart de ces différences sont orthogonales et secondaires par rapport à leur focalisation commune sur la question des conditions morphologiques et des moyens technologiques,.

## Idées principales

### Perspectives générales

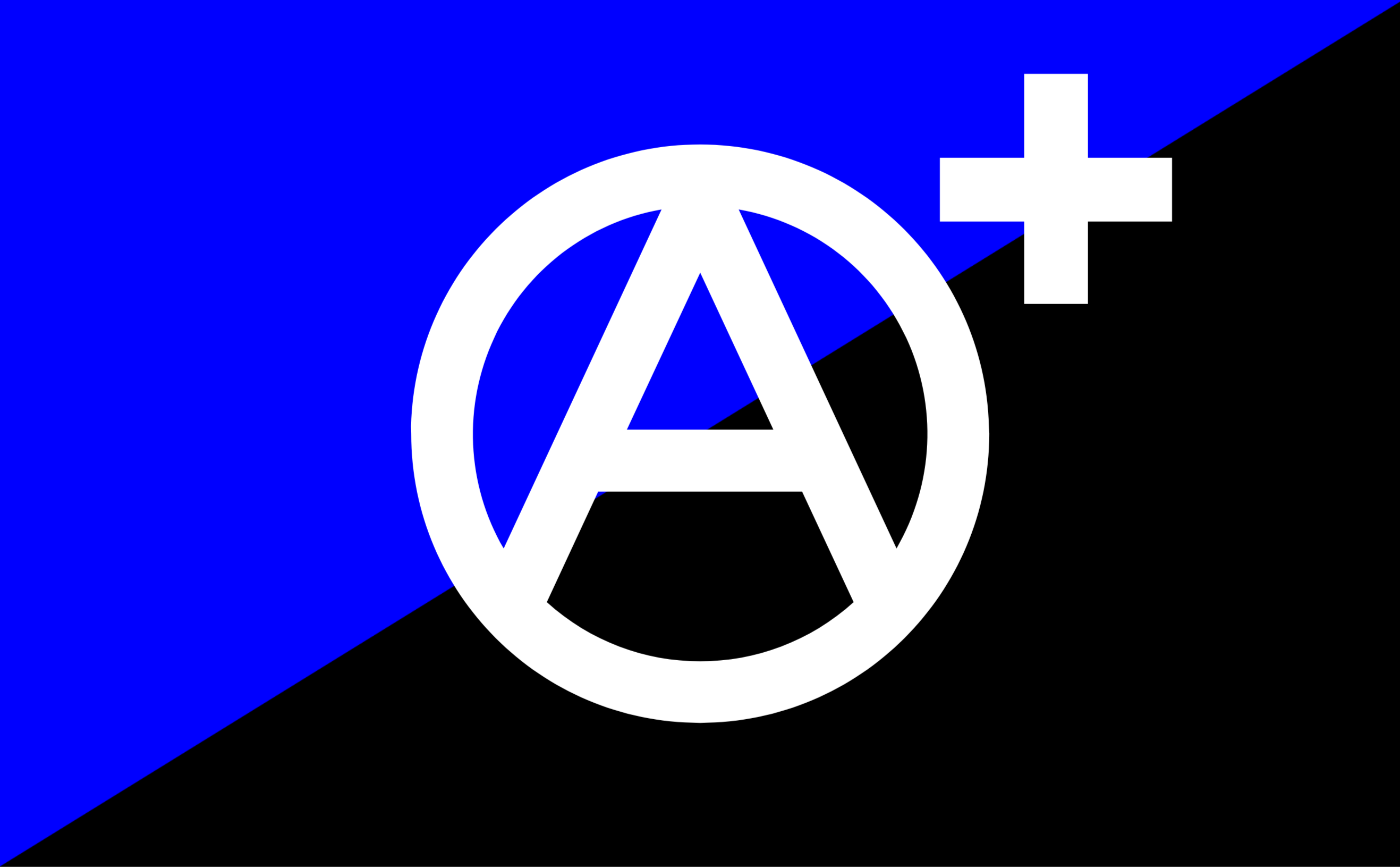
Drapeau anarcho-transhumaniste, avec au centre le "A" de l'anarchisme et le "+" de l'être humain augmenté ("h+").

Comme le précise le politologue Paweł Malendowicz (pl), l’anarcho-transhumanisme est la reconnaissance que la liberté sociale est inséparable de la liberté matérielle : cette liberté a pour but d’élargir les possibilités humaines et les capacités d’engagement et d'action des êtres humains sur le monde. Cela signifie le pouvoir de se libérer des contraintes arbitraires que les corps peuvent imposer aux humains, mais aussi être libre de façonner le monde qui nous entoure. Ce courant souhaite dépasser et transcender les limites du genre et de la génétique au sein de l’expérience humaine. Il s’agit de remettre en question les limitations gouvernant les êtres humains. Cette pensée libertaire affirme que si des outils existent pour améliorer la qualité de vie, ils doivent être utilisés, car personne ne devrait par exemple éprouver la faim ou d’autres pénuries si celles-ci peuvent être éliminées. Également, dans une posture philosophique anarcho-transhumaniste, afin de pouvoir augmenter l'agentivité de nos corps et dans notre environnement, il est nécessaire de combattre les institutions sociales oppressives qui réduisent fortement cette même agentivité. Ce pouvoir de l'agentivité est connecté à la notion de "Liberté morphologique", désignant dans ce courant anarchiste la liberté effective de disposer de son corps et de ses conditions matérielles.
Plusieurs idées principales peuvent se retrouver au sein de ce courant :
- La liberté corporelle et morphologique (s'inscrivant dans la critique du capacitisme, de la transphobie, du racisme, des normes et stéréotypes de genre etc.)[sm 8] ;
- L'acceptation de la neurodiversité ;
- Le droit à l'avortement ;
- Le développement des logiciels libres ;
- L'anti-surveillance généralisée ;
- L'antispécisme ;
- Pouvoir allier écologie, science et technique ;
- La critique du bioconservatisme ;
- La lutte contre le primitivisme ;
- L'abolition du capitalisme et de l'impérialisme, la socialisation des moyens de productions et l'abolition de l'État[sm 9] ;
- L'augmentation de l'espérance de vie ;
- L'abolition de la propriété intellectuelle.

Certains anarcho-transhumanistes peuvent également soutenir différentes pratiques et méthodes pour atteindre leurs idéaux, tels que le hacking, l'impression 3D, ou le biohacking,. Également, les anarcho-transhumanistes travaillent sur des projets immédiatement pratiques donnant aux personnes plus de contrôle sur leurs corps, par exemple l'installation de cliniques pour l'IVG, la distribution de naloxone, la lutte pour le libre accès à des techniques pour la transition de genre, l'accès gratuit à la pilule contraceptive, ou bien le fait d’imprimer en open-source des prothèses pour enfants,.
L'anarcho-transhumanisme demande que l’on interroge nos désirs et valeurs au-delà de l’arbitraire de "Ce qui est", en n’acceptant ni l’autorité de constructions sociales arbitraires comme le genre, ni une loyauté aveugle au fonctionnement actuel de nos corps. Il s'agit donc d'un courant revendiquant les droits aux outils du transhumanisme, et souhaitant des transformations socio-économiques nécessaires afin de modifier les infrastructures modernes d'une manière égalitaire. La technologie est un enjeu politique et démocratique, elle doit être saisie et transformée à des fins émancipatrices.
S'inscrivant dans la tradition anarchiste, l'anarcho-transhumanisme postule également l'abolition de l'État. Comme l'indique le politologue Paweł Malendowicz, l'anarcho-transhumanisme assume le fait que grâce aux avancées technologiques, le besoin et la nécessité d'un État disparaitrait. Tandis que la notion de "Liberté morphologique" revendiquée par les anarcho-transhumanistes s'inscrit quant à elle dans la tradition de la pensée transhumaniste, avec ici un point de vue anticapitaliste et libertaire sur cette notion.
L'universitaire Natalia Mikoś, dans un article paru en 2020, explique la pensée anarcho-transhumaniste. Elle mentionne également l'existence d'un "Manifeste" anarcho-transhumaniste. On y découvre, au sein de ce Manifeste, que les influences de l'anarcho-transhumanisme sont diverses. Ainsi, ce Manifeste anarcho-transhumaniste de 2016, écrit par un certain Kris Notaro, déclare que ses partisans « s’appuient particulièrement sur les branches anarcho-syndicalistes, anarcha-féministes et libertaires socialistes de l’anarchisme. [Ils] ne considèrent pas l’anarcho-capitalisme comme une branche de l’anarchisme sous quelque forme que ce soit. [Le Manifeste] est anti-autoritaire et anticapitaliste. ». L’anarcho-transhumanisme cherche à abolir l’ordre hiérarchique et à valoriser la coopération, la liberté et l'activité pour le bien commun. Natalia Mikoś cite également un autre passage du Manifeste, où les auteurs soulignent que l’anarchisme, selon eux, n’est pas un rêve utopique :
Les mots égalitarisme, égalité, liberté, non-discrimination et coopération sont mentionnés tout au long de ce document et sont la marque de ce qu’est fondamentalement l’anarchisme. Nous reconnaissons que la science et la technologie ne peuvent pas nous libérer de toutes les formes de l’oppression à moins que, en tant que société, nous ne soyons prêts à coopérer dans des méthodes de vote démocratiques et consensuelles radicales pour atteindre nos objectifs.
Ainsi, comme l'explique Natalia Mikoś, dans la perspective anarcho-transhumaniste, le développement technologique devrait s'allier via un développement en accord avec les individus et la communauté. La dynamique traditionnelle d'un pouvoir oppressif doit être abolie afin que la société progresse. De plus, la plupart des anarcho-transhumanistes proposent que l'organisation de la société soit basée et inspirée du communalisme et du municipalisme libertaire.
L'anarcho-transhumanisme peut être interprété soit comme une critique, soit comme une extension de l'humanisme, car il remet en question le sens de ce qu'est un être humain.

### La liberté morphologique et la critique du bioconservatisme
La liberté morphologique est un concept philosophique, éthique et politique mis en avant généralement par la pensée transhumaniste (techno-progressiste). Cette liberté postule le fait de revendiquer un droit de s'améliorer, ou à pouvoir assumer sa différence et sa personnalité, notamment par la technique, pour modifier les potentielles limites de sa nature biologique,. La liberté morphologique est en opposition vis-à-vis du bioconservatisme. La liberté morphologique est également connectée avec le concept de "l'augmentation de l'être humain" au sein du transhumanisme. La plupart des observateurs y voient donc une idéologie de l’augmentation, traduction du mot anglais "enhancement". Or, ce terme anglais peut se traduire également par "amélioration", laquelle n’est donc pas forcément linéaire. L’amélioration de la liberté morphologique peut ainsi également être perçue et passer comme une forme de "diversification". Dans cette perspective, la liberté morphologique est moins le fait de devenir plus fort ou plus intelligent que celui d’exister autrement, d'assumer son individualité. Les transhumanistes techno-progressistes, via ce concept de liberté morphologique et corporelle, militent ainsi pour divers droits et applications politiques tels que : le droit démocratique de pouvoir s’approprier la technologie en ne la laissant pas aux mains des laboratoires spécialisés, le biohacking, la critique du bioconservatisme, l'allongement de l'espérance de vie, le libre accès aux outils pour pouvoir changer de genre, le droit à l'avortement, l'accès facile à la pilule contraceptive etc...
Le courant anarchiste et anticapitaliste de l'anarcho-transhumanisme est donc aussi très critique vis-à-vis du "bioconservatisme" ou du "biochauvinisme". En effet, en reprenant le concept transhumaniste de la "liberté morphologique", les anarchistes transhumanistes considèrent comme conservateur et non-émancipateur le bioconservatisme.
La liberté morphologique au sein de ce courant libertaire peut se résumer via ce slogan du militant américain anarcho-transhumaniste Wiiliam Gillis : « nous devrions viser à étendre nos libertés physiques autant que nous visons à étendre nos libertés sociales ».
Donc, la liberté morphologique désigne aussi dans ce courant anarchiste la liberté effective de disposer de son corps et de ses conditions matérielles.
La liberté morphologique, les droits des personnes handicapées et la neurodiversité sont largement soutenus par les anarchistes transhumanistes notamment en opposition au validisme et au bioconservatisme. De plus, en lien avec les objectifs de l'anarchisme, ce courant s'oppose aux structures de pouvoir coercitives, autoritaires et étatiques : l'anarchisme transhumaniste s'oppose à leurs influences car elles entravent les moyens d'exercer son autonomie.

Le racisme, la misogynie et la transphobie sont également critiqués par l'anarcho-transhumanisme.

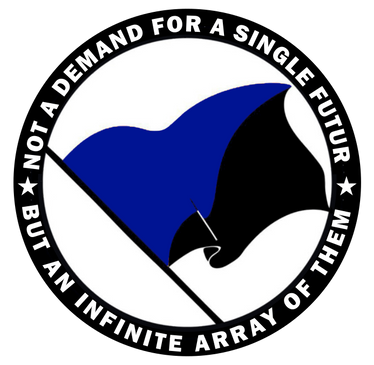
Sticker anarcho-transhumaniste préconisant la possibilité et l'avènement d’une infinité de futurs émancipateurs via l'abolition du capitalisme. Traduction possible du sticker : "Nous ne demandons pas un seul avenir, mais une infinité".

### La pluralité anarchiste des futurs comme objectif
Par ailleurs, cette progression de la société via l'anarcho-transhumanisme ne doit pas être perçue comme linéaire et aller vers une sorte d'éternelle "perfection" de l'être humain, mais plutôt comme une forme de "diversification", selon certains militants comme William Gillis et Blueshifted. Au sein de cette pensée, l'idée est que l'augmentation humaine est relative : différentes personnes et différentes communautés peuvent avoir des revendications diverses par rapport à l'augmentation et il n'y a pas une vision unique de « l'humain augmenté » pour le futur :
"Cependant, il est important d’être clair : la considération proactive du possible n’est pas la même chose que la préfiguration bornée. Les anarcho-transhumanistes ne font pas l’erreur d’exiger un seul avenir spécifique, d’établir un plan et d’exiger que le monde s’y conforme. Ce que nous préconisons, c’est plutôt la possibilité d’une multiplicité de futurs." [...]
Le primitivisme simplifie à l’extrême la situation, affirmant que ce qui existe doit nécessairement être le seul moyen de rendre possible certaines technologies. Cela implique aussi souvent un arc de développement linéaire unique où tout dépend de tout le reste, ignorant la grande latitude et la diversité des options en cours de route et en omettant d’étudier le vaste potentiel de reconfiguration. [...]

Comme on peut s’y attendre, la position transhumaniste et anarcho-transhumaniste est de laisser fleurir un milliard d’architectures physiques et cognitives ! Nous voulons attaquer radicalement et éliminer les stigmates et les normes sociales contraignantes afin qu’une grande diversité d’expériences puisse être vécue sans oppression.",
Ainsi, cette citation ci-dessus de William Gillis et Blueshifted précise que l'anarcho-transhumanisme ne propose pas un futur précis, et qu'il existe une infinité de futurs qui doivent être rendus possibles via l'abolition du capitalisme et l'application de cette philosophie politique anarchiste.
Pour le militant William Gillis, la philosophie du transhumanisme libertaire est le fait d’accepter la fluidité et la nature transitoire de « l'humain », et non pas de s’accrocher à l’humanité dans sa forme spécifique actuelle.

### Lutte anti-validiste: la non distinction éthique et politique entre «le handicap» et «l'augmentation»
La position anarcho-transhumaniste au sujet des personnes neuro-atypiques ou vivant avec un handicap, est de soutenir que l'on puisse laisser toutes les architectures physiques et cognitives s’épanouir (neurodiversité). Le but est de combattre les stigmatisations, le validisme, les clichés et les normes sociales contraignantes pour qu’une plus grande diversité d’expériences puissent être vécues sans oppression. Également, au sein de la pensée transhumaniste libertaire, l'objectif est de pouvoir fournir aux personnes les outils pour exercer un contrôle sur leurs propres corps, esprits et conditions de vies. Chaque personne devrait pouvoir choisir individuellement quels facteurs constituent un empêchement oppressif et gênant dans sa propre vie… ou autrement quels facteurs sont des éléments de leur identité et de leur expérience de vie unique,.
Finalement, l'anarchisme transhumaniste va subvertir la différence entre un "handicap" et une "augmentation", et aussi de celle entre le "désir" et le "besoin". Aucune norme ne devrait être imposée oppressivement. Au contraire, les individus devraient tous être libres de vivre comme ils le souhaitent. Ce courant cherche ainsi à brouiller et à interroger politiquement et éthiquement les distinctions entre "handicap" et "augmentation", entre "réparation" et "majoration", ainsi que celles entre "désir" et "besoin", puisqu'aucune "base de référence" ne devrait être normalisée et dominer. La liberté morphologique demeurant un principe éthique et politique important au sein de ce courant libertaire,.

### Saisir et transformer la «technique» à des fins libertaires

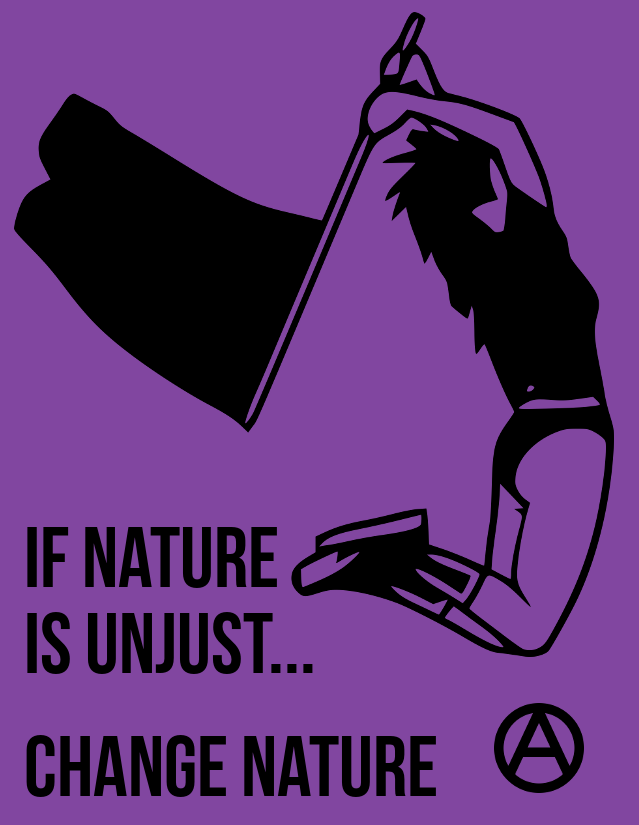
"Si la nature est injuste, changez la nature !" Affiche avec un slogan du Manifeste Xénoféministe. Ce slogan est également parfois repris par les anarcho-transhumanistes.

Le transhumanisme libertaire n'affirme pas que tous les outils ou applications de ces derniers sont – dans tous les contextes – totalement fantastiques et sans aspects problématique à considérer, naviguer, rejeter, remettre en question, ou changer. Et le transhumanisme, selon les anarcho-transhumanistes, n’est pas non plus une acceptation de toute l’infrastructure ou de toutes les normes d’outillage qui sont actuellement en place. Ils ne pensent pas que toutes les technologies sont positives dans toutes les situations spécifiques, que les outils n’ont jamais de biais ou d’inclinations, ou qu’un ensemble arbitraire de « plus grandes » technologies devrait être imposé. Au contraire, les anarchistes transhumanistes avancent plutôt que les gens devraient avoir plus d’agentivité, de possibilités et de choix sur comment l'on décide d’interagir avec le monde. En conclusion de cette analyse, l'anarcho-transhumanisme affirme qu'être mieux informés et avoir un plus grand éventail d’outils est essentiel à cette meilleure interaction avec le monde et nous-mêmes. Car dans une compréhension assez large, la « technologie » selon l'anarcho-transhumanisme désigne juste une manière de faire les choses, s'accordant avec une certaine définition de la liberté qui est celle d'avoir le plus d’options ou de moyens disponibles,.

Ce que critiquent les anarcho-transhumanistes est notre condition actuelle aliénée par le capitalisme et la propriété intellectuelle, c'est-à-dire également la manière qu’a la technologie d’être réprimée jusqu’à ce que la seule chose qui soit permise soit une "sorte de monoculture technologique", souvent dotée d’importants biais :
D’un côté ceci vient de la suppression et de l’effacement de technologies plus simples et primitives mais de l’autre côté elle vient également du ralentissement vicieux et de l’empêchement du développement technologique grâce aux lois de propriété intellectuelle et myriade d’autres injustices. Pareillement les conditions du capitalisme et de l’impérialisme déforment quelles technologies sont profitables et ainsi quels projets de recherches reçoivent des ressources.
Cela ne veut pas dire que toutes les inventions technologiques sous le capitalisme sont intrinsèquement corrompues ou inutiles. Et cela ne veut certainement pas dire que nous devrions recommencer depuis le début, ignorant toutes découvertes ou connaissances accumulées durant notre trajectoire.

Mais beaucoup des industries et formes de commodités qui sont standardisées dans notre société existante seraient insoutenables ou indésirables dans un monde libéré,.
Ainsi, la technologie ne devrait pas non plus être décontextualisée de ses implications sociales, politiques et écologiques selon les anarcho-transhumanistes. Donc, un transhumanisme non-libertaire qui resterait ainsi confiné à l’intérieur du capitalisme cishétéropatriacal et raciste ne pourrait pas viser une forme d'émancipation anarchiste. L'auteur anarcho-transhumaniste Reimagining précise qu'à travers une approche anarchiste – en termes éthiques et stratégiques – on peut à la fois "attaquer et libérer" via l’usage d’une analyse radicale. On peut faire face au déploiement de complexité sans avoir à nous détacher d’un ethos qui aspire à de plus grands degrés de liberté et d’autonomie pour tous les êtres vivants. C’est ainsi qu’un transhumanisme libertaire commencerait à se cristalliser, avec un engagement à utiliser la technologie pour l’augmentation de la liberté et du bonheur humain, et dans le même temps en articulant et en menant cet engagement dans la lutte anticapitaliste. 

« Dans certaines versions du mythe, la boîte de Pandore contient aussi une chose crucialement bonne : l’espoir. D’après l’histoire, quand Pandore ouvrit la boîte, tous les maux se sont échappés et se sont répandus dans le monde, mais l’espoir est resté à l’intérieur, dans l’attente d’être pleinement réalisé. On pourrait dire que la boîte de Pandore de la technologie d’aujourd’hui a été ouverte depuis longtemps. Dans ce cas, essayer de passer outre à la technologie tout court c’est vivre dans le déni de ce que la boîte a relâché. Cependant, si on peut trouver l’espoir qui demeure, alors on doit espérer pouvoir créer un monde qui a été béni, et non pas maudit, par le contenu de cette boîte. »

— Reimagining, Sur l'anarchisme, la technologie et le transhumanisme.

### Préoccupations écologiques et la question de la «nature»
Les anarcho-transhumanistes critiquent une vision idéalisée de la nature, et la croyance que ce qui est bon est forcément « naturel ». De plus, l’effet et le processus de l’évolution par la sélection naturelle sur les organismes individuels n'est pas forcement "bon" en soi, il peut être également considéré comme potentiellement dangereux (et "autoritaire") et contraire à une éthique libertaire. Comme le précise Matilde Marcolli : « La nature n’est pas votre amie, ou du moins pas toujours et pas nécessairement. » Ceci amène également les transhumanistes libertaires à critiquer fortement la croyance au "darwinisme social". L'amélioration personnelle, l'augmentation de l'autonomie et une éthique positive et affirmant la vie sont des concepts importants de l'anarchisme transhumaniste, et la nature n'est pas perçue comme nécessairement garante de ces concepts, d'où la reprise du slogan du manifeste xénoféministe par les anarcho-transhumanistes: « Si la nature est injuste, changez la nature ! ».

La mathématicienne et physicienne Matilde Marcolli précise également ceci sur la question écologique et l'anarcho-transhumanisme : 
Cette position « contre la nature » n’implique pas un mépris des préoccupations écologiques. Au contraire, l’environnementalisme, la sauvegarde de la biodiversité et des écosystèmes fragiles, l’importance de la durabilité et les énergies alternatives sont des préoccupations cruciales pour l’ensemble du mouvement anarchiste, et pas seulement pour la tradition de l’anarchisme vert en soi. Là où la position de l’anarchisme transhumaniste sur cette question diffère des autres branches du mouvement anarchiste, c’est dans l’accent mis sur le rôle crucial de la science, émancipée des mécanismes du profit capitaliste, pour guider notre compréhension de la nature et nos meilleures chances de concevoir des solutions écologiquement durables. L’éthique de la nature peut aussi parfois nécessiter la négation du « naturel » comme limite a priori de notre champ d’action.
Egalement, le transhumaniste anarchiste William Gillis se montre critique vis-à-vis des théories de l'effondrement (collapsologie). Il critique ainsi également la croyance que certaines personnes ont que "via un effondrement" il serait possible et simple de rebâtir une nouvelle société plus respectueuse de l'environnement : 
Bien sûr, nombre de primitivistes sont capables de profiter et reconnaître les bénéfices apportés par la civilisation. Ils peuvent même sentir une affinité pour les aspirations des anarcho-transhumanistes, mais quand même les croire naïves car un effondrement civilisationnel permanent est inévitable. Il est vrai que notre infrastructure et notre économie actuelles sont incroyablement fragiles, destructrices et tout sauf durables—servant et se mêlant de bien des façons aux systèmes sociaux d’oppression. Mais tant d’autres formes restent possibles. Notre civilisation globale n’est pas un tout unifié, mais un champ de bataille vaste et complexe figurant de nombreuses forces et tendances opposées. L’“inévitabilité” de l’effondrement supposément imminent est en fait elle-même plutôt fragile. N’importe quel événement isolé pourrait la dérailler. Une abondance d’énergie bon marché et durable, par exemple, ou de métaux rares. L’un conduirait à l’autre, parce que l’énergie bon marché permet de recycler plus efficacement les métaux, et que la disponibilité de métaux peu chers entraîne la baisse du coût des batteries et un accès plus simple aux sources d’énergies renouvelables comme le vent. [...] Et notons qu’il est hautement improbable qu’un effondrement civilisationnel nous renvoie à un Eden idyllique. De nombreux centres du pouvoir survivraient probablement, presque aucune société ne régresserait plus loin que l’Âge de Fer, des milliards de personnes mourraient horriblement, et la destruction écologique soudaine serait démesurée. [...] Quelles que soient les chances, nous devons lutter contre l’inimaginable holocauste d’un effondrement. Nous avons une obligation morale à combattre, à nous occuper de notre futur et de notre environnement, et à prendre nos responsabilités vis-à-vis de notre destin. Seule la science et la technologie seront capables de réparer les désastres tels que la désertification du Sahara, gérer les horreurs du massacre écologique, et soigner notre terre.

### Critique des transhumanistes non-anarchistes
Les anarchistes transhumanistes sont très critiques vis-à-vis des autres courants transhumanistes qui ne seraient pas libertaires. Le militant William Gillis explicite cela dans son article Anarchy and Transhumanism :
Nous devons admettre que la majorité des transhumanistes s’identifient encore actuellement avec les idéologies libérales, le socialisme d’État, la social-démocratie et d’autres cultes technocratiques similaires liés à l’autorité. Les transhumanistes non anarchistes sont politiquement naïfs au mieux, et dangereux au pire; le transhumanisme sans l’anarchisme est complètement intenable. Un monde dans lequel tout le monde dispose d’une plus grande agentivité physique est un monde dans lequel tous les individus sont en surcapacité, et donc forcés de résoudre les désagréments par consensus comme si tout le monde avait un véto plutôt que par la coercition d’une démocratie majoritaire.

Offrir à tout le monde les outils de la technique, tout en restreignant d’en haut ce qu’ils peuvent en faire ou ce qu’ils peuvent inventer est impossible en dehors d’un système violemment autoritaire qui interdirait presque toutes les fonctions de ces outils. Prenez comme exemple les difficultés à imposer et faire respecter les lois sur la propriété intellectuelle sur Internet, ou la guerre contre l’informatique à usage général. En ce sens, tous les transhumanistes étatistes échouent à défendre leurs idéaux transhumanistes à cause de leur peur persistante de la liberté et de l'émancipation du prolétariat. Philosophiquement, il est impossible de réconcilier le but transhumaniste d’un plus grand contrôle de nos corps et de nos environnements avec la défense concurrente d’institutions sociales oppressives qui contraignent notre agentivité. Ces différences de valeurs se manifestent de plusieurs façons. Les anarcho-transhumanistes sont évidemment bien moins enclins que les transhumanistes étatistes à laisser les États et les capitalistes monopoliser le contrôle ou le développement de nouvelles technologies. Ils mènent de sérieux efforts de résistance, des efforts pour à la fois attaquer les infrastructures centralisés de l’oppresseur, et pour rendre leur recherche et leurs outils à tout le monde,,.
Ainsi, les anarcho-transhumanistes critiquent les formes non-anarchistes et non-anticapitalistes de transhumanisme telles que le transhumanisme libéral et le transhumanisme social-démocrate, qu'ils jugent incohérentes et insoutenables en raison de leur préservation de l'État et du capitalisme. Ils considèrent ces instruments de pouvoir et de domination comme intrinsèquement contraires à l'éthique libertaire et incompatibles avec une volonté d'augmentation de la liberté sociale et matérielle pour tous les individus. L'anarcho-transhumanisme est généralement anticapitaliste, affirmant que l'accumulation capitaliste de richesses conduirait à une dystopie si cette accumulation capitaliste se liait au transhumanisme. L'anarcho-transhumanisme prône plutôt un accès égal et non-capitaliste aux technologies avancées qui permettent la liberté morphologique.

William Gillis critique également certains transhumanistes non-libertaires qui seraient trop fixés et concentrés sur l'Intelligence Artificielle (I.A) : 
Il y a un courant notable dans les cercles transhumanistes non-anarchistes qui se concentre sur le développement des IA, avec pour but de résoudre le problème du contrôle d'un esprit plus intelligent que le nôtre. Beaucoup de transhumanistes sont convaincus que l’IA va accéder à une augmentation auto-entraînée de sa propre intelligence qui lui permettra de changer le monde. Pour les anarchistes, cette fixation est ridicule étant donnée les milliards d’esprits déjà vivants et criminellement sous-estimés. Si nous voulions libérer l’intelligence potentielle dans notre société, alors le chemin le plus sûr et le plus rapide serait de libérer et aider à s'émanciper tous les potentiels Einstein actuellement abandonnés dans des bidonvilles, des favelas, des mines à ciel ouvert et dans des champs partout sur Terre.
[...]

Plutôt qu’une course à l’Intelligence artificielle générale, beaucoup d’anarcho-transhumanistes ont défendu que nous devrions  plutôt nous concentrer sur les bienfaits des technologies qui améliorent ou étendent nos connexions entre nous, pour que nous puissions collectivement dépasser n’importe quelle IA,,.

### Critique du primitivisme et de la technophobie
L'anarcho-transhumaniste William Gillis reproche à l'anarcho-primitivisme d'avoir une vision simpliste de la technique :
Même un anarcho-primitiviste comme John Zerzan porte des lunettes pour améliorer sa capacité à faire visuellement l’expérience du monde autour de lui. Par cet aspect, il est transhumaniste. Finalement, les technologies modernes peuvent être utilisées pour étendre la profondeur et la richesse de notre engagement avec le monde et notre prochain. [...] Le transhumanisme ne consiste pas à affirmer que tous les outils et leurs applications sont, dans tous les contextes, absolument merveilleux et exempts de tout aspect problématique à considérer, explorer, rejeter, remettre en question ou modifier. Il ne s'agit pas non plus d'adopter toutes les infrastructures ou normes d'utilisation des outils existantes. Nous ne prétendons pas que toutes les technologies sont positives dans chaque situation spécifique, que les outils ne sont jamais sujets à des biais ou des inclinations, ou qu'il faudrait imposer un ensemble arbitraire de technologies « supérieures ». Nous soutenons simplement que chacun devrait avoir davantage d'autonomie et de choix dans sa façon d'interagir avec le monde. Être mieux informé et disposer d'un plus large choix d'outils est essentiel à cet égard. Car, au sens large, la « technologie » désigne n'importe quel moyen de faire des choses, et la liberté se définit par le fait d'avoir plus d'options ou de moyens à sa disposition. Nous sommes conscients que, même si la pratique comporte inévitablement de nombreuses complications contextuelles, nous souhaitons, en fin de compte, davantage d'options dans la vie et dans l'univers. De la même manière que les anarchistes ont plaidé pour la mise à notre disposition d'un maximum de tactiques différentes. Parfois, une tactique ou un outil sera plus adapté à une tâche, parfois non. Mais étendre la liberté passe in fine par l'élargissement des options technologiques. [...] Le primitivisme simplifie à l’extrême la situation, affirmant que ce qui existe doit nécessairement être le seul moyen de rendre possible certaines technologies. Cela implique aussi souvent un arc de développement linéaire unique où tout dépend de tout le reste, ignorant la grande latitude et la diversité des options en cours de route et en omettant d’étudier le vaste potentiel de reconfiguration.
La pensée anarcho-primitiviste se heurte avec des partisans d'autres courants anarchistes, notamment les anarcho-communistes. Ces courants anarchistes considèrent généralement l'anarcho-primitivisme comme une idéologie réactionnaire, transphobe et validiste. 
Il existe plusieurs réfutations formelles de cette idéologie en langue française,,.

## Rapprochement avec la pensée cybernétique et d'autres courants d'idées anarchistes
Certains anarcho-transhumanistes s'inspirent de la pensée libertaire de Murray Bookchin, notamment à propos de la question de l'utilité de la technique, de la cybernétique et des machines dans le cadre d'une société anarchiste émancipée. En effet, cette idée d'allier technologie et émancipation libertaire peut également se retrouver chez d'autres penseurs anarchistes tel que Murray Bookchin et sa théorie de l'écologie sociale, et les anarcho-transhumanistes y puisent certaines de leurs idées dans la pensée de cet auteur libertaire. Par exemple, l'un des éléments que les anarcho-transhumanistes reprennent de la pensée de Bookchin est dans un article de 1965, intitulé Vers une technologie libératrice, où Bookchin écrit ceci au sujet de la technologie et de la cybernétique au sein d'une société libertaire :

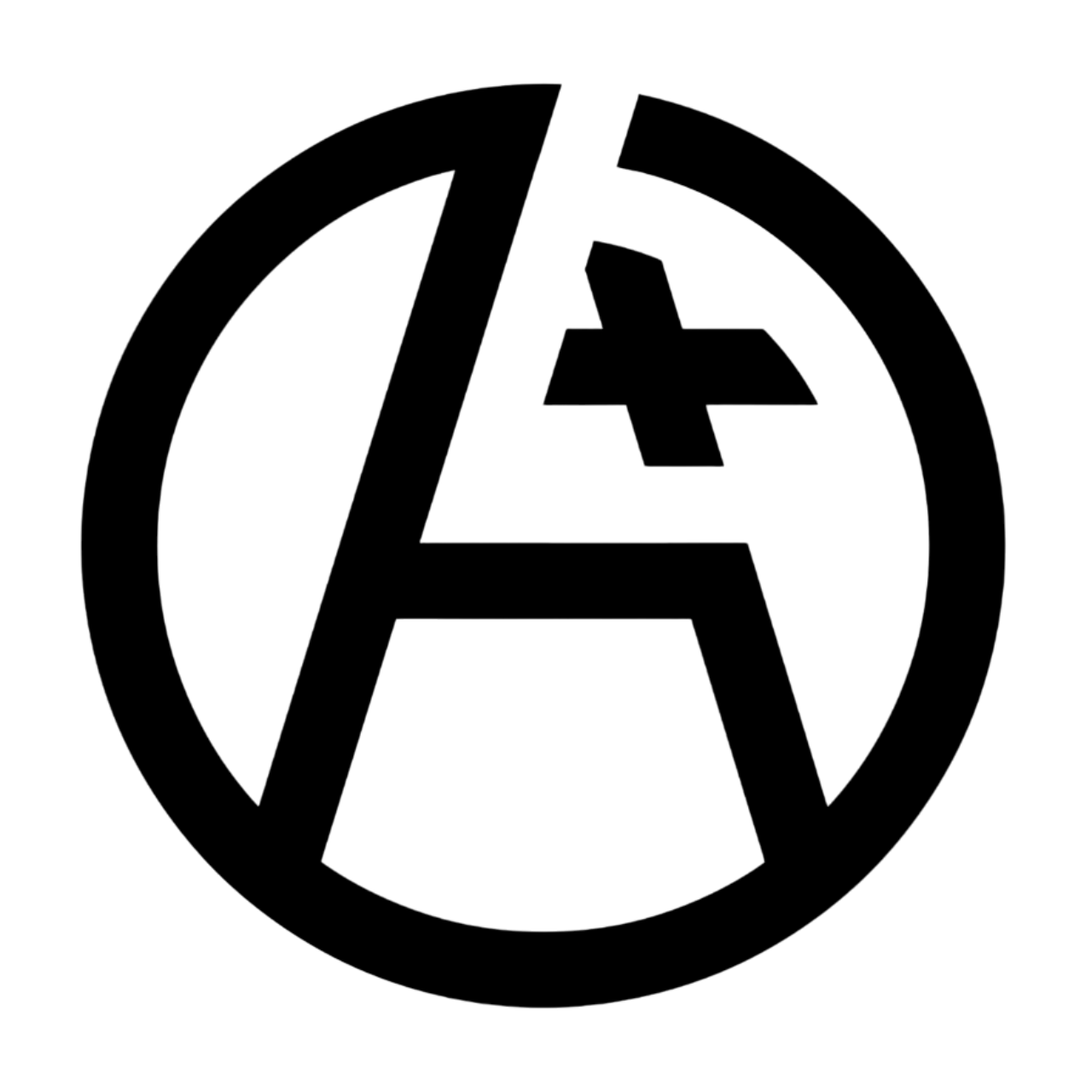
Exemple de symbole anarcho-transhumaniste avec le " + ", à l'intérieur du "A" de l'Anarchie, symbolisant l'humain augmenté.

Cette révolution technologique et les perspectives qu’elle ouvre à la société tout entière sont le fondement réel des modes de vie radicalement nouveaux qui se répandent parmi la jeunesse actuelle en même temps que, très rapidement, elle se dégage des valeurs de ses aînés et des traditions immémoriales qui plaçaient le travail au centre de tout. Même la revendication récente d’un revenu annuel garanti reflète, quoique bien faiblement, la nouvelle réalité qui imprègne la mentalité des jeunes. Grâce à l’apparition de la technologie cybernétique, un nombre sans cesse croissant de jeunes se mettent à croire fermement à la possibilité d’une vie débarrassée des peines du travail. [...] Les possibilités créées par l’application de la cybernétique à la technologie ne se limiteraient pas à la satisfaction des besoins matériels humains. Nous aurions aussi la liberté nécessaire pour nous demander comment la machine, l’usine et la mine pourraient servir à promouvoir la solidarité humaine, à établir une relation équilibrée avec la nature et une communauté véritablement organique, une « écocommunauté ». [...] Pourquoi ne pas utiliser des machines automatisées et cybernétisées de telle façon qu’elles assument l’extraction, la préparation et le transport des matières premières puis le dégrossissage des produits et laissent aux membres de la communauté les derniers stades de la fabrication impliquant habileté manuelle et sens artistique. La plupart des pierres dont sont faites les cathédrales ont été soigneusement taillées et appareillées de façon à faciliter leur assemblage – travail ingrat et répétitif qui s’effectue aujourd’hui vite et sans effort grâce à des machines. [...] Dans une communauté libérée, la combinaison de la machine et de l’outil artisanal pourrait atteindre un degré de sophistication et d’interdépendance créatrice inégalable. La vision de William Morris d’un retour à l’artisanat serait débarrassée de ses pointes nostalgiques. On serait vraiment fondé à parler d’un progrès qualitatif de la technique, d’une technologie au service de la vie.
Egalement, dans l'ouvrage de Boockhin intitulé Au-delà de la rareté (1971) :
Alors que les machines cybernétisées et automatiques peuvent réduire le labeur au point de disparaître, rien n’est plus dénué de sens pour les jeunes qu’une vie de labeur. Lorsque l’industrie moderne peut assurer l’abondance pour tous, rien n’est plus cruel pour les pauvres qu’une vie entière de pauvreté. Alors que toutes les ressources existent pour promouvoir l’égalité sociale, rien n’est plus criminel pour les minorités ethniques, les femmes et les homosexuels que l’asservissement,,.

Également, Thomas Swann, maître de conférences en théorie politique à l'Université de Loughborough, propose l'idée d'une alliance entre la technologie et la cybernétique socialiste afin d'établir une société anarchiste, notamment en s'inspirant des travaux de Stafford Beer et du projet Cybersyn :
Un engagement entre l’anarchisme et la cybernétique peut avoir le potentiel de faire progresser la compréhension des aspects clés de la dynamique organisationnelle de l’organisation des mouvements sociaux anarchistes et de la gauche radicale, ainsi que de fournir une contribution à la praxis des mouvements sociaux anarchistes et radicaux.
On retrouve souvent cet intérêt du transhumanisme anarchiste pour le courant cybernétique et la pensée de Norbert Wiener. Des réflexions autour du lien possible entre la cybernétique et anarchisme ont pu être élaborées. Par exemple, l'anarcho-transhumaniste William Gillis rappelle ceci au sein de son article intitulé Anarchy and Transhumanism en 2020 :
« Bien que le terme parapluie de "cybernétique" est moins en usage par les scientifiques aujourd’hui, un timide mouvement de cybernétique  a attiré une quantité considérable d’attention et d’efforts intellectuels des années 50 aux années 70. [...] Beaucoup des thèmes de la cybernétique, comme les notions de rétroaction (feedback) et de systèmes complexes auto-organisateurs, sont évidemment assez alignés avec la pensée anarchiste, et ont été cités et utilisés par des anarchistes au sein des mouvements plus mainstreams. »

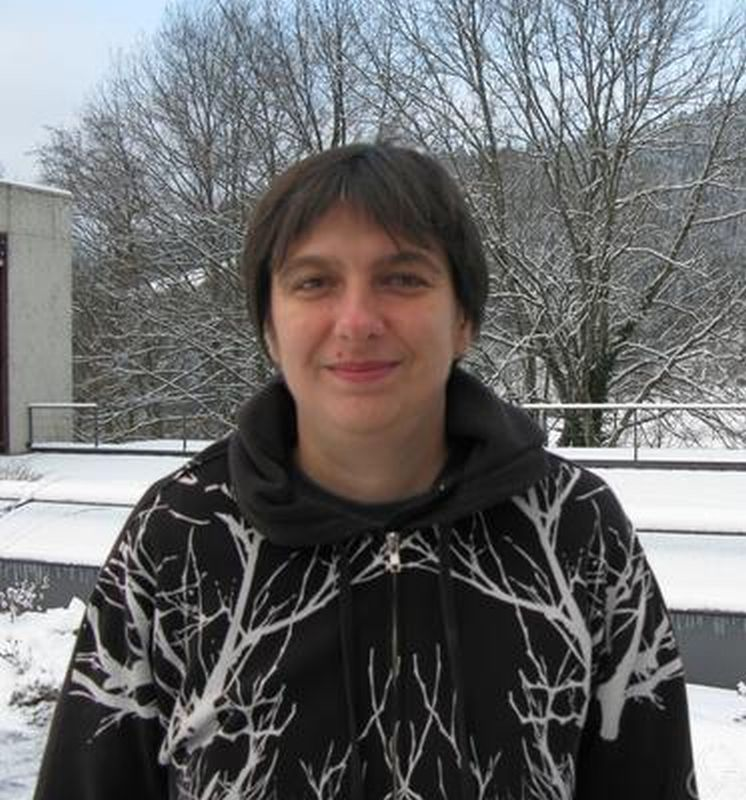
Matilde Marcolli, physicienne, mathématicienne et une penseuse de l'anarcho-transhumanisme.

La mathématicienne et théoricienne physicienne Matilde Marcolli évoque également ce lien entre cybernétique et anarcho-transhumanisme, notamment pour évoquer la critique transhumaniste libertaire de « l'exceptionnalisme humain » hérité du dualisme cartésien :
Le mouvement anarcho-transhumaniste reconnaît dans la cybernétique de Norbert Wiener (ou « contrôle et communication chez l’animal et la machine ») un précédent fondateur important. [...] La division cartésienne entre l’animal-machine et l’humain doté d’une âme-spirituelle est renversée par l’émergence d’un continuum homme-animal-machine, le même continuum qui était au cœur du projet cybernétique.

## Slogans divers de l'anarcho-transhumanisme
- Nous devrions viser à étendre nos libertés physiques autant que nous visons à étendre nos libertés sociales. - (traduction de l'anglais : "We should seek to expand our physical freedom just as we seek to expand our social freedom.")
- Nous ne demandons pas un seul avenir, mais une infinité. - (traduction de l'anglais : "Not demand for a single futur. But an infinite array of them.")
- Si la nature est injuste ... changez la nature ! - (traduction de l'anglais : "If nature is unjust ... change nature !").